# Kimora Amour
Kimora Amour es el nombre artístico de Justin Baird, una drag queen canadiense más conocida como competidora en la segunda temporada de Canada's Drag Race.

## Primeros años
Baird, de ascendencia guyanesa, es padre de un hijo adolescente y vive en el distrito de Scarborough de Toronto, Ontario.
Ha sido una amiga cercana de la concursante de Canada's Drag Race, Jermaine Aranha, más conocida como Anastarzia Anaquway, desde que se conocieron en un ball. Amour ha competido en varios concursos de drag, ganando títulos como Ms. Opulence y Miss Trillium.

## Carrera

### Canada's Drag Race
Durante su paso por Canada's Drag Race, Kimora recibió elogios especiales por un look que usó durante el episodio "Sinner's Ball"; Dado el tema de la pasarela "Ugly as Sin", eligió retratar los horribles horrores de la esclavitud vistiéndose como una mujer esclavizada, que finalmente rompe sus cadenas y corre hacia la libertad. Por primera vez en la historia de toda la franquicia de RuPaul's Drag Race, la pasarela se presentó sin interjecciones cómicas del panel de jueces, y estuvo enmarcada por breves desvanecimientos a negro tanto en su entrada como en su salida del escenario. El look fue diseñado por Baird y Aranha.
Tras un mal desempeño en el episodio "Roast of Brooke Lynn Hytes", fue eliminada de la competencia después de realizar una bizarra actuación en el lip sync de eliminación; Como no le gustaba la canción y se sentía marginada de la competencia, pasó la mayor parte del lip sync acechando y flotando sobre su oponente Gia Metric como un "pájaro molesto". Más tarde atribuyó su mal desempeño en el episodio a la persistente intensidad emocional de haber hecho la pasarela de esclavitud la semana anterior, lo que la dejó luchando por rendir al máximo en el desafío principal o en el lip sync.

### Posterior aDrag Race
En 2022, Kimora Amour fue juez en la serie web de competencia CBX: Canadian Ballroom Extravaganza. En el mismo año, planteó acusaciones de comportamiento racialmente insensible entre varias reinas de Drag Race en Twitter, aunque la acusación más publicitada fue que la competidora de la primera temporada de CDR y presentadora de Drag Race Bélgica, Rita Baga, había hecho una vez un número de blackface haciéndose pasar por la actriz y cantante Amber Riley.
En 2023, Kimora Amour fue una de las participantes, junto con las exconcursantes de Canada's Drag Race Icesis Couture y Suki Doll, de Courage Across Canada, una gira de conferencias en la que las reinas de CDR hablaron a estudiantes de secundaria sobre el acoso escolar y la homofobia.
Baird y Aranha compitieron como equipo en la novena temporada de The Amazing Race Canada.